# Krpeljni meningoencefalitis
Krpeljni meningoencefalitis je virusna bolest uzrokovana virusom krpeljnog encefalitisa, koji prenose krpelji roda Ixodes persulcatus i Ixodes ricinus. Najčešće se klinički pojavljuje kao meninigoencefalitis, koji prate različiti neurološki ispadi, zaostaci invaliditeta po preboljenju, a ishod ponekad može biti i smrt. Serološki se mogu razlikovati dva podtipa virusa krpeljnog meningoencefalitisa: srednjoeuropski podtip i dalekoistočni podtip.
Bolest najčešće zahvaća moždani parenhim (moždano tkivo) i moždane ovojnice, kada se prezentira kao meningoencefalitis, dok se rijetko može pojaviti izolirano kao encefalitis (upala moždanog tkiva) ili kao meningitis (upala moždanih ovojnica). Dio zaraženih virusom ne razvije simptome bolesti, te bolest prolazi inaparentno. Dijagnoza se postavlja otkrivanjem protutijela na virus u likvoru oboljelih ili izolacijom virusa. Ne postoji lijek protiv virusa pa je liječenje bolesti uglavnom simptomatsko. Virus se može pojaviti i bez porasti titra specifičnih protutijela (seronegativna KME) te se tada kao marker koristi porast interferona-gama u cebrebrospinalnom likvoru.
Uzročnik bolesti nalazi se u slini krpelja. Krpelj služi kao vektor u prijenosi bolesti, a prirodni rezervoar virusa su sitni šumski glodavci i ptice. Čovjek se može zaraziti i pijenjem mlijeka zaraženih životinja (npr. koza, krava) ili udisanjem aerosola koji sadrži virus. Virus je rasprostranjen u državama srednje i istočne Europe i predjelima Azije. U Hrvatskoj ga se nalazi u dijelovima sjeverno od rijeke Save, a odnedavno i u Gorskom kotaru.
Postoji i cjepivo protiv uzročnika koje se preporučuje osobama koje često borave u rizičnom području (npr. šumski radnici, izletnici, planinari i sl.). Cjepivo je atenuirani (umrtvljeni) uzročnik.  Također postoji i postekspozicijska profilaksa (pasivna imunizacija specifičnim hiperimunim gama-globulinom) nakon uboda krpelja u rizičnom području.